# Conquistador

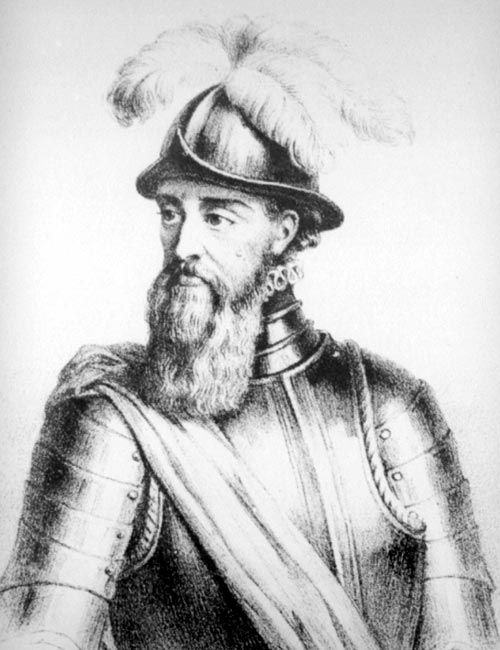
Francisco Pizarro

Conquistador là một danh hiệu tiếng Tây Ban Nha có nghĩa là người chinh phục, cũng được dịch là Chinh phục Tướng công hay Chinh tướng. Danh hiệu này được dùng cho một số nhân vật lãnh đạo thám hiểm, khai phá và xâm chiếm châu Mỹ sau khi Cristoforo Colombo khám phá ra Tân Thế giới vào năm 1492.
Những tên tuổi lớn gắn bó với danh hiệu "Chinh phục Tướng công" là Hernán Cortés, Pedro de Alvarado, và Francisco Pizarro.